# Недзвєцька Олена
Олена Недзвєцька (27 червня 1911, Яворів — 7 лютого 1998, Детройт США) — учасниця національно-визвольних змагань, діячка УВО, ОУН. Входила до жіночої бойово-розвідувальної п'ятірки ОУН під керівництвом Марія Кос.

## Життєпис
Народилася 27 червня 1911 у м. Яворів (тепер Львівська область). Була членкинею молодіжної організації «Пласт», зокрема 17-го куреня ім. М. Драгоманова (Яворів). У 1930 році закінчила Яворівську гімназію.
Протягом 1931—1932 років входила до жіночої бойово-розвідувальної п'ятірки, яка була в підпорядкуванні Крайової Екзекутиви (КЕ) ОУН. Бойову групу очолювала Марія Кос, до її складу входили також Катерина Зарицька, Дарія Гнатківська та Віра Свєнціцька.
Група займалась збором інформації для підготовки терористичних актів та безпосередньо брала в них участь. Діяльність жіночої розвідки була широко висвітлена під час Варшавського, а згодом Львівського судових процесів.
Працювала керівницею філії Промбанку в Стрию.
Після війни на еміграції у США. 
Була у шлюбі з діячем ОУН Миколою Климишиним.
Померла 7 лютого 1998 в Детройті.